# Модельный электродвигатель
Моде́льный электродви́гатель — электрический двигатель, приводящий в движение летающую, плавающую, вообще какую-либо движущуюся модель, например модель автомобиля.
О двигателях, приводящих исполнительные механизмы, см. статью сервомашинка.
На моделях находят широкое применение коллекторные и бесколлекторные электродвигатели.
Коллекторные моторы широко применяются на авто и судомоделях, где нет столь жёстких требований к минимальной массе двигателя.
На летающих моделях широко используются бесколлекторные электродвигатели. Обмотки в таком двигателе находятся на статоре (неподвижная часть двигателя), а ротор оснащён постоянными магнитами. Коммутацию обмоток в них осуществляет не механический коллектор, а специальный электронный регулятор. Такая конструкция значительно повышает КПД мотора и позволяет получать высокую мощность при гораздо меньших размерах и массе по сравнению с коллекторным мотором.

## Особенности модельных электродвигателей
Некоторые авиамодельные двигатели выпускаются в сборе с редуктором.

## Типы коллекторных электродвигателей, применяющихся на разных видах моделей

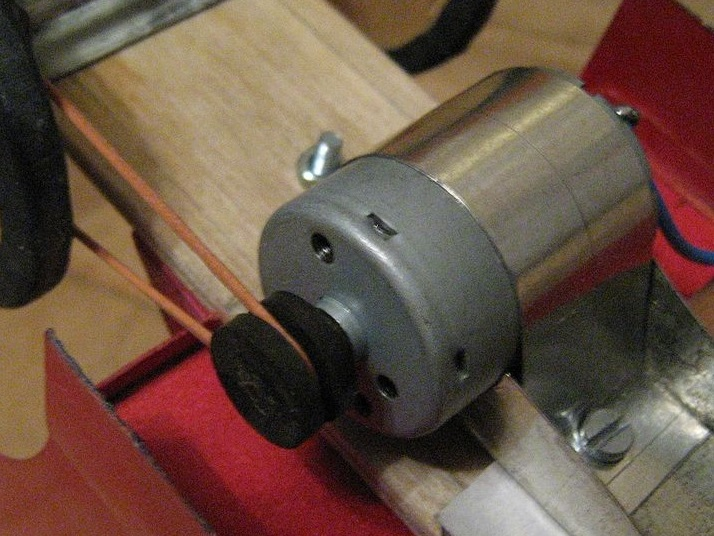
Применение модельного электродвигателя класса 300 на кордовой модели автомобиля

Во-первых, двигатели разделяются по классам в зависимости от размеров (длина корпуса в миллиметрах × 10):
- «130 класс»
- «280 класс»
- «300 класс»
- «370 класс»
- «540 класс»

Во-вторых, бывают двигатели с закрытым и с открытым щёточным узлом. Закрытый щёточный узел означает что его нельзя обслуживать /или просто не предусмотрено/. У двигателей с открытым узлом имеется доступ - снимается задняя крышка или другая часть корпуса открывая доступ , можно снимать щётки и извлекать щётки , якорь. Если у двигателя имеются щётки, то подвижная часть двигателя называется якорем, если щёток нет, то ротором, бесколлекторный двигатель — это многофазный двигатель.

## Классификация двигателей
В автомоделях по спортивной классификации двигатели бывают следующих классов:
- «Стандарт»
- «Сток»
- «Модифид»

## Настройка
Мощность, крутящий момент, максимальные обороты зависят от количества витков в двигателе и мощности (типе) использованных постоянных магнитов. Момент и обороты также зависят от числа магнитных полюсов ротора и статора двигателя.
В спортивных классах моделей, предназначенных для участия в соревнованиях, существует не так много возможностей изменить характеристики двигателя, тем более что это может быть запрещено правилами.
В авиа- и судомоделях режим работы двигателя настраивают подбором винта с такими параметрами, при которых ток через двигатель не превышает максимальный, указанный производителем.

## Обслуживание

Охлаждение двигателя на модели лодки

Главной опасностью является перегрев. Эта проблема касается в наибольшей мере автомоделей, так как их кузова часто делают максимально закрытыми, чтобы предотвратить попадание внутрь пыли и грязи. Но при этом к двигателю не будет притока воздуха. Охлаждается двигатель облегающим его корпус металлическим радиатором, иногда устанавливается небольшой вентилятор.
В судомоделях для охлаждения двигателя используют воду, забираемую из-за борта. Вода прокачивается по металлической трубке, обёрнутой вокруг корпуса двигателя.